# The Good Lie
The Good Lie (La buena mentira en España, Una buena mentira en Hispanoamérica) es una película del año 2014 escrita por Margaret Nagle, y dirigida por Philippe Falardeau. Filmada en Atlanta, Georgia y Sudáfrica, la película es protagonizada por Reese Witherspoon, Arnold Oceng, Ger Duany, Emmanuel Jal, Corey Stoll, y Sarah Baker.

## Argumento
Durante la segunda guerra civil sudanesa, los hermanos Mamere, Paul, Jeremiah, Theo, Daniel y Abitah escapan después de que sus familias y villas sean masacradas. Después de numerosos días de caminar en el desierto, ellos se unen a un grupo de refugiados pero tienen que dejarlos después de ser capturados por soldados enemigos y muchas personas son asesinadas. Después de dormir en la pradera, Theo se despierta y ve a dos soldados enemigos acercándose a ellos. Theo esconde al resto de los hermanos en la hierba y miente a los soldados diciéndoles que esta solo. Él es capturado por los soldados. El grupo eventualmente llega a un campamento de refugiados sudaneses en Nairobi, Kenia, donde Daniel sucumbe a una enfermedad y muere. Trece años después, entre los miles en el campamento, los hermanos ganan una reubicación en los Estados Unidos. 
Cuando llegan a la Ciudad de Nueva York, a Abital se le dice inesperadamente que tiene que irse a Boston, donde una familia la espera. Mientras su hermana se va llorando, Jeremiah, Mamere y Paul abordan el vuelo a la Ciudad de Kansas, donde conocen a Carrie Davis, una temeraria consejera laboral, quien los ayuda a encontrar trabajo, y Pamela, quien les brinda su casa y apoyo. Jeremiah trabaja en una tienda de comestibles y enseña en la escuela dominical en una iglesia local, pero luego deja el trabajo porque lo atraparaon dando comida vencida a una persona sin hogar en lugar de tirarla. Paul trabaja en una fábrica y se hace amigo de sus compañeros de trabajo, donde está expuesto a las drogas. Mamere toma dos trabajos como empleado de una tienda y un guarda de seguridad para pagar su educación, ya que aspira a convertirse en doctor. Mamere eventualmene convence a Carrie para que los ayude a traer de vuelta a Abita; en Nochebuena, Carrie llega a su casa con Abita y Los niños perdidos de Sudán celebran su cumpleaños el 1 de enero, ya que ellos no conocen la fecha cuando nacieron. 
Abital recibe una carta anónima que dice que alguien entró al campamento de refugiados en Kenia buscando al grupo. Pensando que es Theo, Mamere viaja a Nairobi y busca en el campo de refugiados, después de que le digan que Theo no está registrado.  Después de encontrarse a James, un viejo amigo, él se reúne con Theo el día siguiente. Mamere trata de obtener los papeles de inmigración en múltiples embajadas y falla, pero le dice a Theo que la "tarea" estaba hecha. En el aeropuerto, Mamere le revela a Theo que no pudo conseguirle un pasaporte y en cambio le da su propio pasaporte, un engaño que es la "buena mentira". Después de una emocionante despedida, Theo se va y es abrazado por su familia al llegar a los Estados Unidos. Mamere permanece en Kenia, ha decidido trabajar en el hospital del campamento.

## Elenco
- Reese Witherspoon como Carrie Davis.
- Arnold Oceng como Mamere.
- Ger Duany como Jeremiah.
- Emmanuel Jal como Paul.
- Corey Stoll como Jacky.
- Sarah Baker como Pamela Lowi.
- Kuoth Wiel como Abital.
- Thad Luckinbill como Matt.
- Sharon Conley como Erin Sullivan.
- Mike Pniewski como Nick Costas.
- Joshua Mikel como Dave.

## Recepción
La película tuvo críticas positivas. En Rotten Tomatoes, la película tuvo un 86%, basado en 66 críticas con un puntaje de (6.8 de 10).